# Rhode (Gemahlin des Helios)
Rhode (altgriechisch Ῥόδη Rhódē) ist in der griechischen Mythologie Namensgeberin für die Insel Rhodos und Gemahlin des Sonnengottes Helios. Sie ist nicht zu trennen von Rhodos (Ῥόδος), daher sind auch die genealogischen Beziehungen entsprechend verworren. Sie ist die Tochter
- des Poseidon und der Amphitrite[3]
- des Poseidon und der Aphrodite[4]
- des Poseidon und der Halia[5]
- des Okeanos[6]
- des Asopos und der Theia[7]

Dass sie die Gemahlin des Helios war, steht fast fest, obwohl sie nach einem Scholion zu Lykophron auch mit Poseidon verheiratet war.
Ihre Kinder mit Helios sind die Heliadai, sieben Söhne, nämlich Ochimos, Aktis, Kerkaphos, Kandalos, Triopas, Makareus und Phaëthon und Tenages, sowie eine Tochter, Elektryone. Nach einem Homerscholion dagegen sind die Kinder Phaëthon und die drei Heliaden: Lampetia, Phaetusa und Aigle. Hier wurden ihr die Kinder der Klymene mit Helios zugeschrieben.